# Vîzîrivka (Șpîlivka), Sumî
Vîzîrivka (în ucraineană Визирівка) este un sat în comuna Șpîlivka din raionul Sumî, regiunea Sumî, Ucraina.

## Demografie
Componența lingvistică a localității Vîzîrivka
     Ucraineană (95,29%)
     Rusă (4,71%)
Conform recensământului din 2001, majoritatea populației localității Vîzîrivka era vorbitoare de ucraineană (95,29%), existând în minoritate și vorbitori de rusă (4,71%).